# James Spriggs Payne

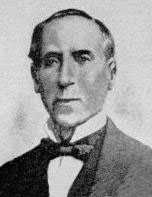
James Spriggs Payne

James Spriggs Payne, född 1819, död 1892 i Liberia, var en liberiansk politiker. Han var Liberias president 6 januari 1868-3 januari 1870 och 3 januari 1876-7 januari 1878.
Han föddes i Richmond, Virginia i USA och flyttade med sin familj till Liberia vid tio års ålder. Hans familj, och han själv, var djupt troende metodister och efter sin tid som president var han engagerad inom religiösa verksamheter, bland annat som president för Methodist Annual Conference of Liberia.